# Stopnica
Stopnicaⓘ (anteriormente Stobnica) é um município no sudeste da Polônia. Pertence à voivodia da Santa Cruz, no condado de Busko. É a sede da comuna urbano-rural de Stopnica.
Estende-se por uma área de 4,6 km², com 1 114 habitantes, segundo o censo de 31 de dezembro de 2024, com uma densidade populacional de 245,0 hab./km².

## Localização
A cidade está localizada na elevação Garb Pińczowski, cerca de 15 km a leste de Busko-Zdrój. Fica na fronteira da região de Ponidzie com a região de Staszów-Szydłów. O rio Stopniczanka flui através dela, em direção ao rio Sanica para se conectar com o rio Vístula. Stopnica é um cruzamento da estrada nacional n.º 73, com as estradas provinciais n.º 756 e n.º 757.
Stopnica fica na antiga Trilha jaguelônica, uma rota comercial medieval.
Uma trilha turística verde passa pela cidade, de Wiślica a Grochowiska.

## Divisões administrativas
Desde 1102, Stopnica estava subordinada à castelania de Połaniec e, em meados do século XIII, passou para a administração de Wiślica. Era uma cidade real da Coroa do Reino da Polônia. Após a coroação de Ladislau I, o Breve, uma nova divisão administrativa foi criada, as castelanias foram substituídas por condados, de modo que Stopnica passou a pertencer ao condado de Wiślica, na voivodia de Sandomierz. Esse estado de coisas durou até a queda da Primeira República. Após as partições da Polônia, Stopnica passou a pertencer à Galiza Ocidental, sob o domínio austríaco. Naquela época, foi introduzida a divisão em distritos, enquanto os domínios e os magistrados se tornaram as unidades administrativas básicas. A partir de 1809, como resultado das Guerras Napoleônicas, essas áreas passaram a pertencer ao Ducado de Varsóvia, momento em que o país foi dividido em departamentos, administrados por prefeitos. As unidades administrativas inferiores eram os condados e, naquela época, Stopnica estava incluída no condado de Stopnica. Após a queda do ducado e o estabelecimento da Polônia do Congresso, os departamentos foram substituídos por voivodias, divididas em distritos, que consistiam em vários condados. Assim, Stopnica se encontrava na voivodia de Cracóvia, mais tarde renomeada como voivodia de Kielce, no distrito de Stopnica, no condado de Stopnica. Após a perda de autonomia parcial como resultado do fracassado Levante de Novembro, as voivodias foram renomeadas para gubernias, os distritos para condados e os antigos condados para distritos. Em 1845, as gubernias de Sandomierz e Kielce foram fundidas na gubernia de Radom, que existiu até 1866, quando foi dividida nas gubernias de Kielce e Radom. Como resultado da reforma municipal de 1869, Stopnica perdeu seus direitos municipais. Durante a Primeira Guerra Mundial e a ocupação austro-húngara, a sede do condado foi transferida de Stopnica para Busko. Em 1921, o condado de Stopnica tornou-se parte da voivodia de Kielce. Durante a Segunda Guerra Mundial, em 26 de novembro de 1939, o Governo Geral foi instituído e o condado de Stopnica foi renomeado para condado de Busko. Após a guerra, as autoridades da República Popular da Polônia restauraram a divisão anterior à guerra, mas devido à destruição de Stopnica, o condado de Stopnica foi liquidado e, em seu lugar, foi criado o condado de Busko em 1948. Em 1954, as comunas foram transformadas em gromadas, o que foi revogado em 1972, quando as comunas foram reintroduzidas, seguido pela abolição dos condados em 1975 e um aumento no número de voivodias de 17 para 49. Finalmente, Stopnica agora está localizada nos limites da voivodia de Santa Cruz, condado de Busko, comuna de Stopnica.

## Demografia
Conforme os dados do Escritório Central de Estatística da Polônia (GUS) de 31 de dezembro de 2024, Stopnica é uma cidade muito pequena com uma população de 1 114 habitantes (42.º lugar na voivodia de Santa Cruz e 975.º lugar na Polônia), tem uma área de 4,6 km² (49.º lugar na voivodia de Santa Cruz e 893.º lugar na Polônia) e uma densidade populacional de 245 hab./km² (27.º lugar na voivodia de Santa Cruz e 800.º lugar na Polônia). Entre 2015–2024, o número de habitantes diminuiu 23,4%.
Os habitantes de Stopnica constituem cerca de 1,65% da população do condado de Busko, constituindo 0,10% da população da voivodia de Santa Cruz.
| Descrição                         | Total      | Total   | Mulheres   | Mulheres | Homens     | Homens  |
| --------------------------------- | ---------- | ------- | ---------- | -------- | ---------- | ------- |
| unidade                           | habitantes | %       | habitantes | %        | habitantes | %       |
| população                         | 1 114      | 100     | 594        | 53,3     | 520        | 46,7    |
| área                              | 4,6 km²    | 4,6 km² | 4,6 km²    | 4,6 km²  | 4,6 km²    | 4,6 km² |
| densidade populacional (hab./km²) | 245        | 245     | 130,6      | 130,6    | 114,4      | 114,4   |

## História
O nome da cidade mudou ao longo dos anos: Stobyncza no século XIII, Stobnicia em 1275, Stobnycza em 1360 e 1362, Stobnicza em 1470 e 1545 e Stobnica em 1789. Conforme a lenda, o nome Stopnica originou-se de pegadas deixadas por um grupo de ladrões que vagavam pela área e seguidos pelo rei Ladislau I, o Breve com seu exército para pôr fim ao roubo. No entanto, a teoria provável para a origem do nome é que ele deriva de “Stob”, inúmeros cursos de água e zonas úmidas. As origens de Stopnica são incertas e estão provavelmente relacionadas à chegada de cônegos seculares e à fundação de uma igreja pela família Janin no século XI ou XII. O vilarejo desempenhou um papel tão importante no século XII que o bispo Baldwin de Cracóvia incluiu a posição de cônego de Stopnica em seu titulário. No final do mesmo século, outro bispo de Cracóvia também usou uma titulatura associada a esse povoado. Há também uma teoria de que esse vilarejo pertenceu a congregações eclesiásticas desde sua fundação. Em 1275, enquanto estava em Stopnica, o duque Boleslau V emitiu um privilégio para o monastério em Wąchock (Małopolski Codex II 136).

### Direitos e privilégios de cidade

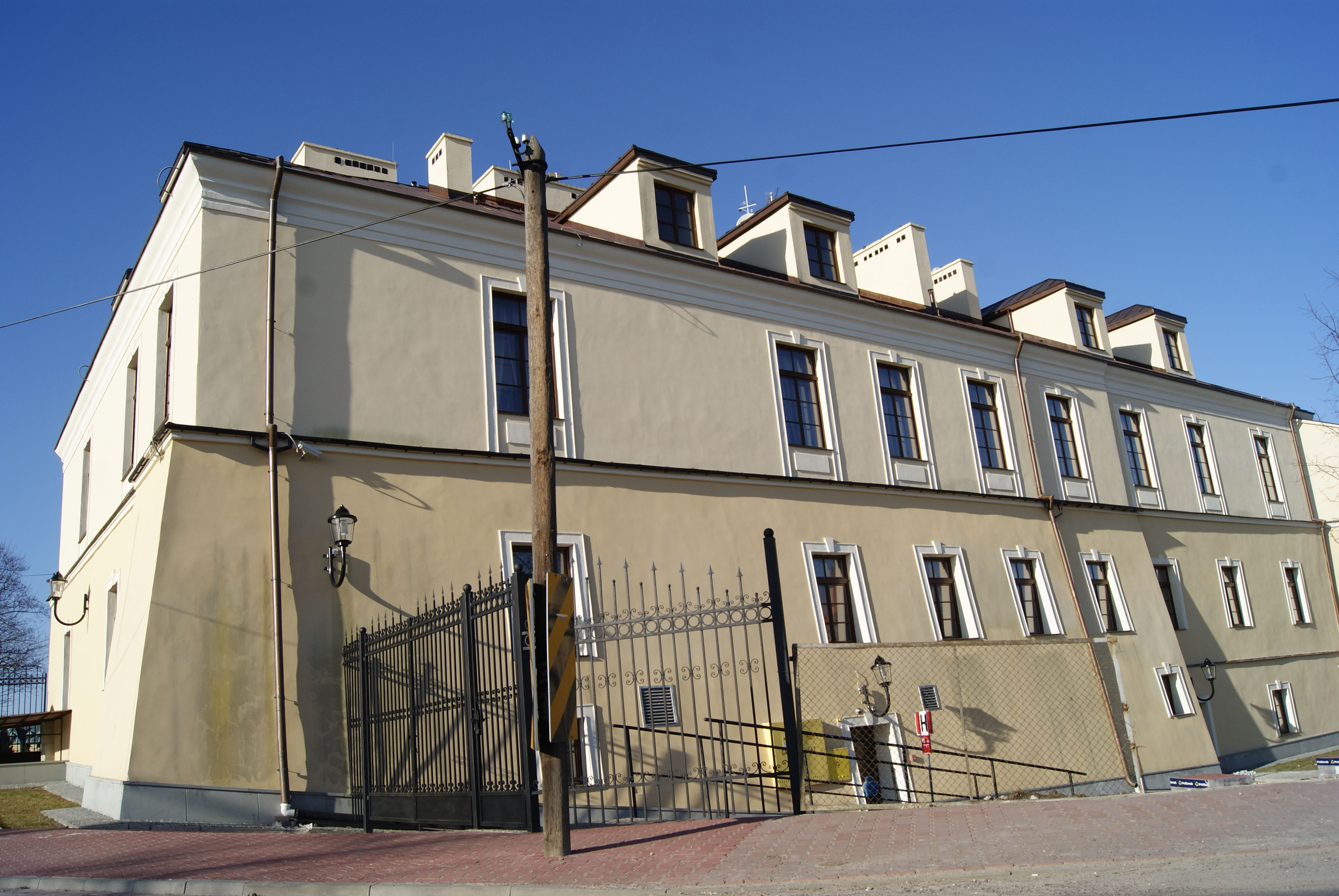
Castelo Real (século XIV)

Antes da concessão da Lei de Magdeburgo, Stopnica funcionava sob a lei polonesa. Até que os direitos fossem concedidos por Casimiro III, o Grande, ela funcionava como um assentamento mercantil. Ela tinha uma grande paróquia, estimada em 1830 pessoas em 1340. O último piasta também fundou aqui a igreja de tijolos de São Pedro e São Paulo. Essa fundação está ligada ao caso do assassinato do padre Marcin Baryczka em 1349; a fundação foi uma das condições da penitência que o monarca teve de cumprir. O rei doou à igreja um cálice votivo de ouro e um eremitério de prata de Santa Maria Madalena. Em 26 de abril de 1362, Casimiro III, o Grande, concedeu a Stobniczy e aos antigos vilarejos adjacentes de Stobnicy e Falencin a lei Środa e os liberou de todos os impostos e encargos por 16 anos. Por isso, Długosz considera Casimiro como o fundador da cidade. Além disso, Długosz escreve que o rei tem Stobnicę em alta estima. (Długosz, Liber Beneficiorum II, 441) Portanto, por ordem do rei, uma igreja gótica de tijolos foi construída na cidade, substituindo a antiga igreja de madeira, um hospital e um castelo defensivo. Durante o reinado do rei Ladislau II Jagelão, entre outros, Stopnica foi dada ao irmão do monarca, Swidrygiello, a partir de 1403; como resultado do conhecimento político desse último, a terra foi tirada dele e, nos anos seguintes, ficou sob o domínio dos estarostas. Em 1412, Stopnica recebeu o privilégio de um mercado, realizado semanalmente às terças-feiras, e de uma feira, realizada anualmente em 1 de agosto. A propriedade de Stopnica ficou sob a administração de João de Czyż antes da metade do século XV. Após sua morte em 1458, a propriedade tornou-se o foco de parentes que disputavam a herança do falecido. Em 1498, João I Alberto confirmou o privilégio de Casimiro III, o Grande porque o selo do documento original estava quebrado, tornando-o inválido. Finalmente, a liquidação do patrimônio após João ocorreu na década de 1590, a administração de Stopnica foi dada a Jan Ostroróg, castelão e voivoda de Poznań. Após sua morte em 1501, o estarostado de Stopnica foi dado a Stanisław Ostroróg, filho de Jan. Naqueles anos, Stopnica era um centro de comércio local. Apesar de ter direitos municipais, a população se dedicava principalmente à agricultura. Em 1504. Stanisław Ostroróg obteve para a cidade uma isenção do pagamento de impostos sobre a água e, em 1508, uma isenção por oito anos do pagamento de impostos, exceto a obrigação de fornecer cavalos de montaria para as necessidades do governante ou de seu povo. A segunda isenção foi devido a um incêndio na cidade. Stanisław morreu em 1515, e seus deveres foram assumidos por seu irmão Wacław Ostroróg, cujos esforços foram confirmados pelo monarca ao conceder privilégios para feiras e mercados. Depois dos Ostrorógs, o estarostado de Stopnica foi assumido pelos Zborowskis. A cidade recebeu vários privilégios dos governantes da dinastia jaguelônica, cuja lista foi apresentada em 1562 por Marcin Zborowski durante a inspeção da cidade. Entre eles, havia privilégios dos anos de 1410, 1439, 1442, 1444, 1445, 1487 e 1520. Durante o reinado de Sigismundo II Augusto, o pároco da cidade era o reverendo Piotr Arcichowski, do brasão de Grabie, que também tinha a dignidade de cônego de Cracóvia, servindo também como secretário do rei e referendário da coroa.
No final do século XIV e no século XV, um tribunal de terras de nobres se reuniu na cidade. Entre os séculos XV e XVIII, a cidade era um estarostado. No século XVI, Stopnica foi temporariamente um centro do calvinismo. Uma igreja calvinista foi fundada em Stopnica por um de seus estarostas, Marcin Zborowski, o governador de Kalisz, por volta de 1551. No entanto, já no final do século XVI, havia somente dois calvinistas aqui, que assistiam à missa na vizinha Oleśnica. No final do século XVI, Stopnica era um pequeno povoado, com provavelmente pouco mais de 500 habitantes. Depois dos Zborowskis, o último foi Jan Zborowski, que morreu em 1586, o starosty foi assumido por Stanisław Tarnowski. No entanto, a família Zborowski não queria abdicar dessas terras e, em setembro de 1587, Andrzej Zborowski atacou Tarnowski, que estava em Stopnica, prendendo-o em Wiślica e libertando-o somente depois que Tarnowski prometeu que não reivindicaria Stopnica e nem indenização. Esse incidente foi associado à luta pelo trono entre os partidários dos Vasa e dos Habsburgo após a morte de Estêvão Batory. Após a coroação de Sigismundo III Vasa, Stanisław Tarnowski, que apoiava o sueco, recebeu Stopnica em 30 de maio de 1588 em um contrato de arrendamento vitalício. Os administradores subsequentes dessas propriedades foram os Ossolińskis, inicialmente em 1618, Zbigniew, voivoda de Sandomierz. Um ano depois, ele colocou essas terras sob a administração de seu filho, Krzysztof Ossoliński, que fundou uma igreja reformada e um monastério no local em 1633.

### Tempos da Primeira Comunidade Polaco-Lituana
Em 15 de março de 1649, João II Casimiro Vasa confirmou a lei municipal alemã e o restante dos privilégios para Stobnica. Entre outras coisas, ele instruiu a realização de tribunais na cidade duas vezes por semana e proibiu os judeus de viverem perto da igreja e da praça do mercado. No entanto, esses foram os últimos anos do desenvolvimento bem-sucedido e da esplêndida existência da cidade. Em 1655, a igreja paroquial foi saqueada pelos suecos. Stobnica, no entanto, sofreu uma destruição ainda maior durante a invasão do exército do príncipe Jorge Rákóczi II da Transilvânia, aliado dos suecos. Eles saquearam a igreja, o castelo e a cidade, cometendo muitas atrocidades. Os soldados também drenaram a água do lago do castelo, esperando encontrar tesouros submersos ali. A destruição causada pelos suecos e húngaros foi completada pela peste, que resultou na morte de 600 paroquianos. Stopnica se recuperou com dificuldade do colapso. Em 1741, houve um julgamento por bruxaria na cidade, que terminou com um veredicto de culpa; duas mulheres foram condenadas à morte por decapitação, cujos corpos foram queimados. Outro caso ocorreu em 1759, quando os judeus de Stopnica foram acusados de profanar as insígnias da igreja. Em 1752, Eliasz Wodzicki tornou-se o último estarosta de Stopnica. Ele reconstruiu o castelo e também mudou os edifícios da praça do mercado.
Em 1781, o último rei da Polônia, Estanislau II Augusto, homenageou a cidade com uma visita. Na noite de 11 de junho de 1787, ele chegou a Stopnica, sendo recebido por Eliasz Wodzicki, o anfitrião de Stopnica, ao som de salvas dos canhões do castelo e gritos de alegria dos habitantes de Stopnica. No dia seguinte, 12 de junho, o rei deixou Stopnica. O desenvolvimento da cidade foi interrompido por algum tempo pelo grande incêndio de 1795. Em 10 de abril de 1795, a cidade foi vítima de um incêndio que começou em uma casa de judeus. Além das casas residenciais, a escola, a igreja paroquial, a sinagoga, os edifícios do pároco e provavelmente a prefeitura, foram incendiados.

### Partições da Polônia
Após a partição da Polônia, a cidade tornou-se parte da divisão austríaca e o aparato administrativo austríaco foi introduzido. O poder administrativo, judicial, econômico e policial estava nas mãos do magistrado, composto por funcionários do governo. As antigas propriedades reais foram transformadas em fazendas econômicas, mas o invasor não alterou o sistema dessas possessões. Por esse motivo, a família Wodzicki continuou a possuir a propriedade de Stopnica. Em 1804, os Wodzickis cederam a propriedade de Stopnica às autoridades austríacas por um valor vitalício equivalente a 4 800 florins austro-húngaro, pagos anualmente. Em 1805, o invasor mediu a cidade e as propriedades de Stopnica. A partir de 1809, Stopnica, como resultado da Guerra Austro-Polonesa, passou a fazer parte do território do Ducado de Varsóvia, onde se tornou a sede do condado de Stopnica no departamento de Cracóvia. A cidade manteve essa classificação em 1815, após a dissolução do Ducado e a criação da Polônia do Congresso sob a divisão russa. A nomenclatura mudou, o departamento foi renomeado para voivodia e o condado para distrito. Durante a existência do Ducado de Varsóvia, em virtude de um decreto do duque Frederico Augusto datado de 23 de fevereiro de 1809, cidades como Stopnica receberam autoridade na forma de um prefeito com juízes honorários. O órgão autônomo era o conselho municipal, composto por vários conselheiros, nomeados entre os candidatos pelo prefeito. Para arrecadar fundos do Estado, as propriedas foram reunidas em complexos e arrendadas. A propriedade de Stopnica foi fundida com a propriedade da Cidade Nova. O primeiro arrendatário dessas propriedades foi Jan Nepomucen Rupniewski em 1 de junho de 1810, infelizmente ele morreu um ano depois. Em 1812, Andrzej Tysson tornou-se o proprietário do arrendamento, seguido por Andrzej Walchnowski. Em 1822, ele subarrendou a propriedade para Franciszek Zagrodzki, que era o administrador da propriedade. De 1828 a 1839, o proprietário do arrendamento foi Teofil Łętowski e, a partir de 1839, o último proprietário foi Roman Jurkowski. Vale a pena observar que a propriedade de Stopnica aderiu à Sociedade de Crédito Fundiário. Em 1838, em virtude de uma decisão do czar, a propriedade de Stopnica foi doada e entregue ao chefe de guerra da voivodia de Cracóvia, Ludwik Bohlen, como parte das chamadas doações de Paskevich. Durante esse período, os camponeses receberam a terra, as parcelas foram divididas, os colonizadores foram atraídos e foram feitos esforços para modernizar a agricultura na área. Esse período terminou em 1851, após a morte de Bohlen. Ele foi sucedido por seu filho, Theodor Bahlen, que morreu em 1857 e, por sua vez, foi sucedido por sua irmã, que arrendou a propriedade em 1860 para Wilhelm Gottshalk por um período de 12 anos. A partir de 1876, a doação de Stopnica foi assumida por um novo proprietário, Lew Lisiecki.
Após o estabelecimento da Polônia do Congresso, começaram os trabalhos para colocar as cidades em ordem e regulamentá-las. A primeira coisa a ser feita foi elaborar um plano de medição das cidades. Esse plano foi elaborado para Stopnica por Marcin Potocki em 1821 e, ao mesmo tempo, foi criado um plano de regulamentação da cidade. Naquela época, a cidade era habitada por 1 171 pessoas, das quais aproximadamente 46,6% eram judeus. O sustento da população era baseado na agricultura, no comércio e no artesanato. Havia mercados semanais às terças-feiras e feiras 14 vezes por ano. Animais, colheitas, etc. eram comercializados. As ruas eram parcialmente pavimentadas. Entre 1829 e 1830, uma pequena praça do mercado foi pavimentada, seguida pela rua que levava à igreja e pelas ruas Nowomiejska e Staszowska. As construções de madeira foram reduzidas para diminuir o risco de incêndios, e um poço com uma bomba projetada por Wojciech Giersz foi construído na praça do mercado, mas infelizmente o dispositivo não funcionou bem. Somente a construção de dois poços com bombas de ferro em 1854 garantiu o fornecimento adequado de água. Apesar de tudo isso, nas décadas seguintes, o padrão de vida dos habitantes não melhorou significativamente e, às vezes, até se deteriorou ainda mais, apesar dos recursos materiais disponíveis, como calcário, e o número de casas de tijolos não aumentou.
Em 1863, a população do condado de Stopnica se envolveu ativamente na Revolta de Janeiro. O regimento formado no condado, sob o comando de Karol Kalita Rębajła, participou, entre outras, das batalhas de Mierzwin, Huta Szczeceńska, Lubienia, e da batalha de Opatów. Ao contrário da crença popular, Stopnica não perdeu seus direitos de cidade como parte das repressões pós-insurreição, mas porque não atendia às condições da lei de 1869, segundo a qual as cidades com uma população de mais de 3 mil pessoas ou com menos da metade dos habitantes vivendo da terra, ou com o valor dos impostos cobrados dos habitantes superior a 1 500 rublos continuavam sendo uma cidade. Apesar de perder a classificação de cidade, Stopnica continuou sendo um assentamento no qual as autoridades distritais mantinham escritórios. Outro problema do assentamento era o nível muito baixo da educação. Havia uma escola primária de classe única e, em 1817, foi aberta uma escola dominical de artesanato, frequentada por cerca de uma dúzia de pessoas; ela foi fechada em 1895. Petronele Powalska fez uma tentativa interessante de fundar uma escola particular feminina de classe única. Infelizmente, apesar da aprovação das autoridades, a criação não foi bem-sucedida devido à falta de fundos. A educação judaica prevaleceu sobre a católica e, em 1899, havia 14 cheders. Na segunda metade do século XIX, a regulamentação do assentamento continuou e, entre 1868 e 1873, 114 das 218 casas foram construídas em madeira. O próximo passo na luta contra incêndios foi o estabelecimento, em 31 de janeiro de 1901, por decisão do governador de Kielce, de uma brigada de incêndio voluntária, então chamada de Sociedade de Incêndio. Havia 122 voluntários, e Ignacy Bem se tornou o chefe. Em 1912, a Sociedade recebeu permissão para formar uma orquestra com 24 membros. A próxima etapa foi a construção de uma torre de água e a colocação de canos de água, mas nem isso limitou os efeitos do incêndio de 1909. Um hospital foi reorganizado no assentamento, com dois médicos, três enfermeiros e duas parteiras trabalhando no final do século XIX. Durante a Revolução de 1905, conspiradores pertencentes à Organização de Combate do Partido Socialista Polonês (OB PPS) confiscaram o conteúdo de um cofre russo na agência de correios de Stopnica após um roubo bem-sucedido. Antes da eclosão da guerra, a cidade tinha uma população de mais de 4 mil habitantes.
Durante a Primeira Guerra Mundial, Stopnica se viu na linha de frente austro-russa e, como resultado, foi muito danificada. Epidemias de cólera e tifo eclodiram aqui durante esse período. Depois que o exército austro-húngaro ocupou a região de Kielce, foi instalado o Governatorato Militar Geral. Sob a administração austríaca, Stopnica perdeu sua posição de centro do condado para Busko. Para ter uma ideia da situação, as novas autoridades realizaram uma lustração e, no final da guerra, em 1918, havia 5 500 habitantes, dos quais cerca de 3 500 eram judeus.

### Na Segunda República

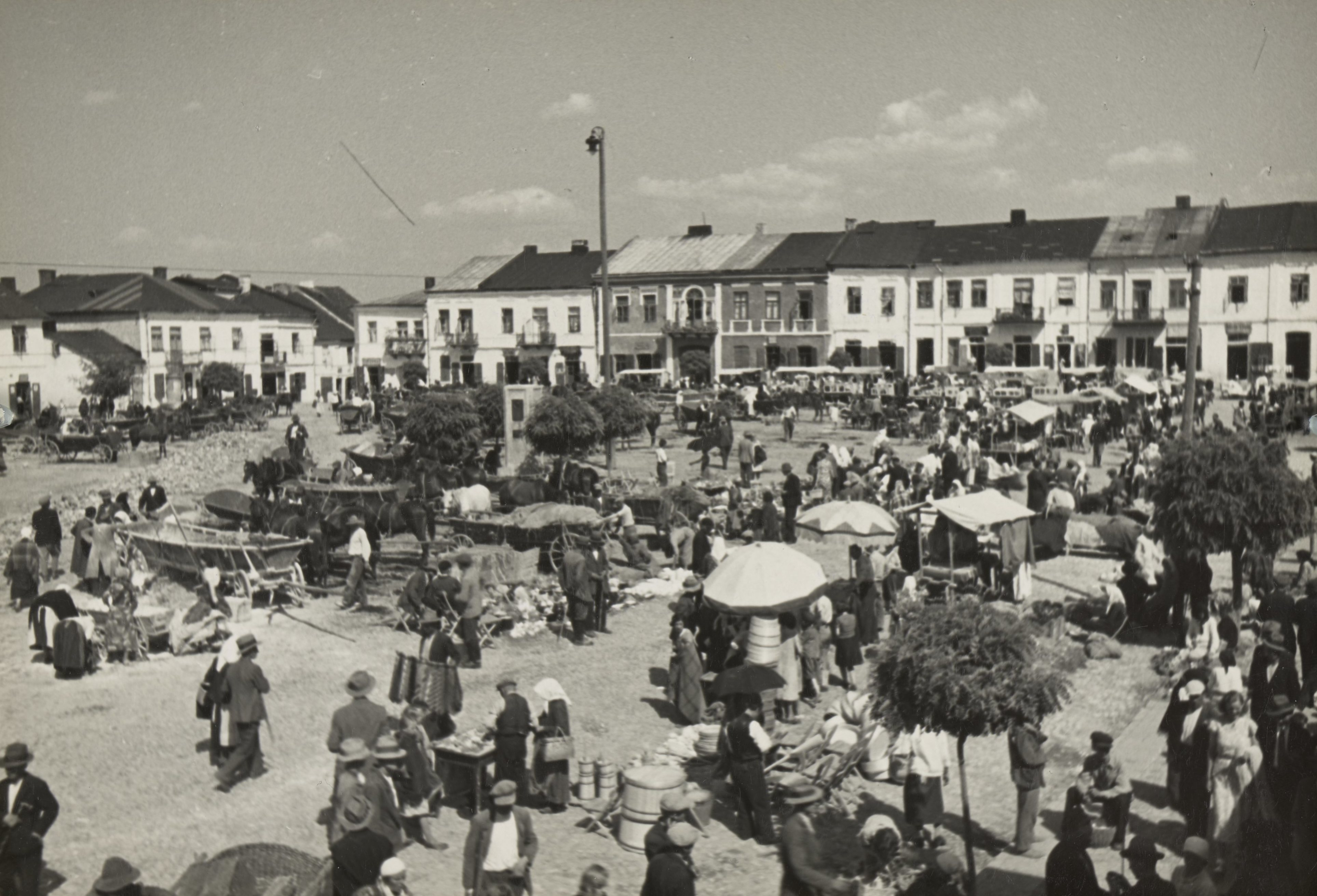
Praça principal (por volta de 1936)

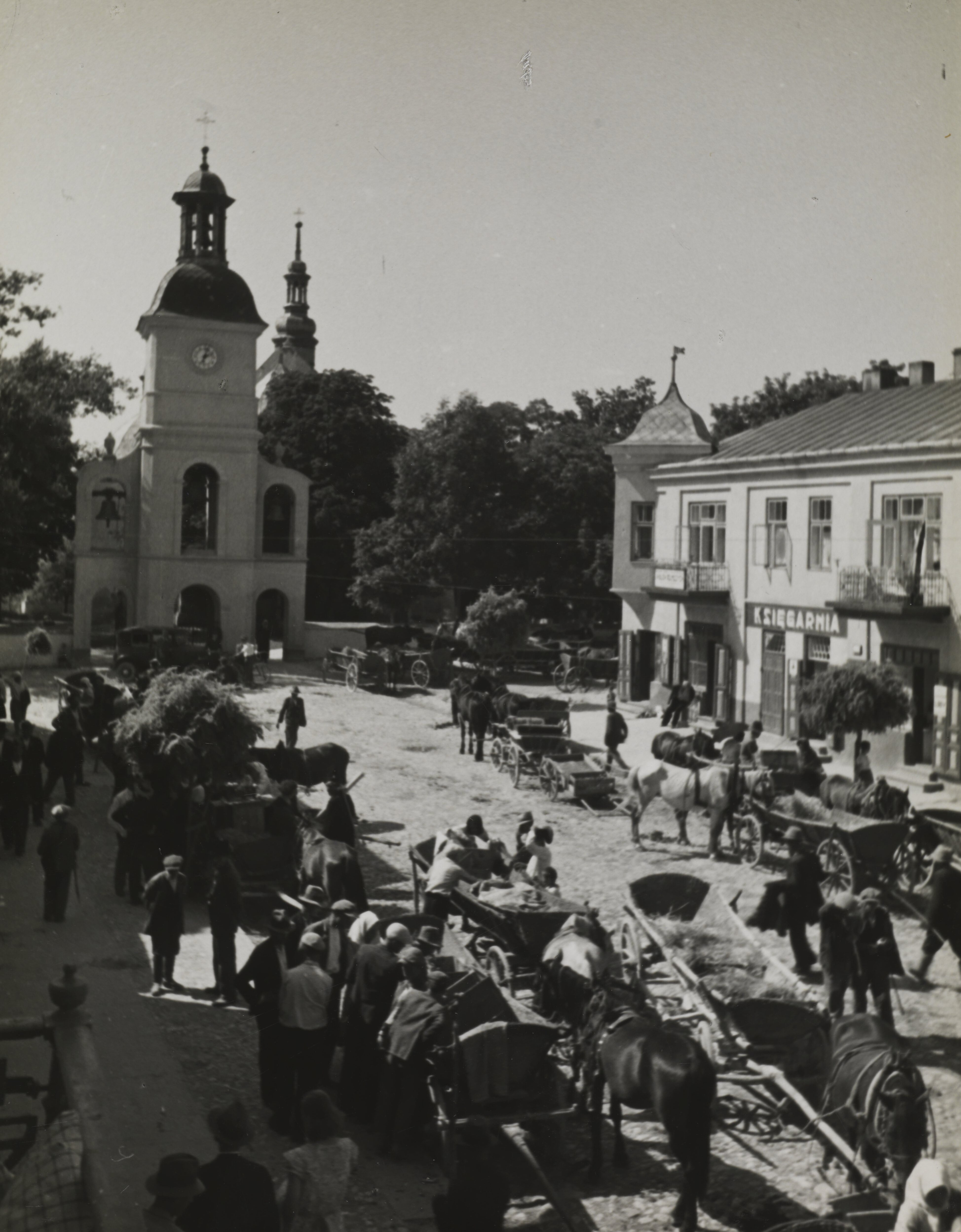
Vista da cidade (por volta de 1936)

Após o fim da Primeira Guerra Mundial, a assembleia do condado tentou restaurar a posição de Stopnica como cidade do condado, entre outras coisas, com a criação de uma escola primária. Também foi aprovada uma resolução em virtude da qual a cidade recuperaria sua posição, mas isso não aconteceu devido à intervenção de Feliks Tarnogórski, o estarosta do condado residente em Busko. Nos anos seguintes, houve uma epidemia de tifo e cólera que afetou a população da cidade; depois de 1921, a cidade tinha uma população de 4 401 habitantes, dos quais 3 226 eram judeus, alguns luteranos e russos ortodoxos e um mariavita. A partir de 1918, havia uma comuna independente de Stopnica, administrada por um prefeito, cercada pela comuna de Wolica, à qual foi anexada parte da chamada mansão "Podzamcze", que já fez parte da propriedade de Stopnica. Outra perda foi a transferência da escola primária e da escola de ensino médio de Stopnica para Busko, pelo estarosta de Tarnogórska, em 1933. No final do período entre guerras do século XX, o monte Tadeusz Kościuszko foi erguido, um monumento a J. Piłsudski foi erguido e o número de habitantes aumentou, chegando a 6 412 em 1939.

### Período da Segunda Guerra Mundial
Em 1939, a maioria da população de Stopnica era judia. Em 9 de setembro de 1939, na área de Stopnica, unidades do Grupo Operacional “Silésia” (Exército “Cracóvia”) lutaram contra unidades do VIII Corpo do Exército alemão. Na própria cidade, o Primeiro batalhão do 203.º regimento de infantaria de reserva (batalhão ON “Tarnowskie Góry”) destruiu a coluna do 15.º Regimento Panzer alemão (5.º DPanc.). O coronel Stanislaw Kalabinski, comandante da 55.ª Divisão de Infantaria de Reserva, foi responsabilizado pelo “assassinato de uma unidade indefesa”.
Depois que as forças polonesas foram expulsas e os alemães entraram na cidade, os ocupantes incendiaram os prédios ao sul da praça do mercado. Stopnica passou a fazer parte do Governo Geral, criado em 26 de outubro de 1939, e o condado de Stopnica, com sede em Busko, foi renomeado como condado de Busko. Entre 1941 e 1942, havia um gueto judeu na cidade com 4420 pessoas de fé judaica, provavelmente todas deportadas e mortas no campo de Treblinka. Outro infortúnio para a população local foi o ataque que ocorreu em 6 de julho de 1943, o dia da feira. Em uma ação organizada, mais de 100 pessoas foram deportadas para trabalhos forçados na Alemanha. No ano seguinte, Stopnica foi pacificada pelos alemães, o que resultou na morte de Tomasz Gromadzki, ex-diretor da escola primária de Stopnica e ativista da educação secreta.
Em 1944, houve uma luta feroz na área de Stopnica com a criação da cabeça de ponte Baranówsko-Sandomierz pelo Exército Vermelho. Em uma tentativa de eliminar a cabeça de ponte, os alemães bombardearam Stopnica e depois atacaram com seis divisões blindadas as tropas do 5.º Exército de Guardas do General Alexei Zhadov. Após recapturar Stopnica, os nazistas explodiram o mosteiro minado dos padres reformados em 7 de novembro de 1944. Outras destruições ocorreram durante os combates entre o Exército Vermelho e a Wehrmacht durante a ofensiva de janeiro, lançada em 12 de janeiro de 1945. Nem uma única casa em Stopnica restou após o fim das hostilidades.

### Durante os anos do comunismo

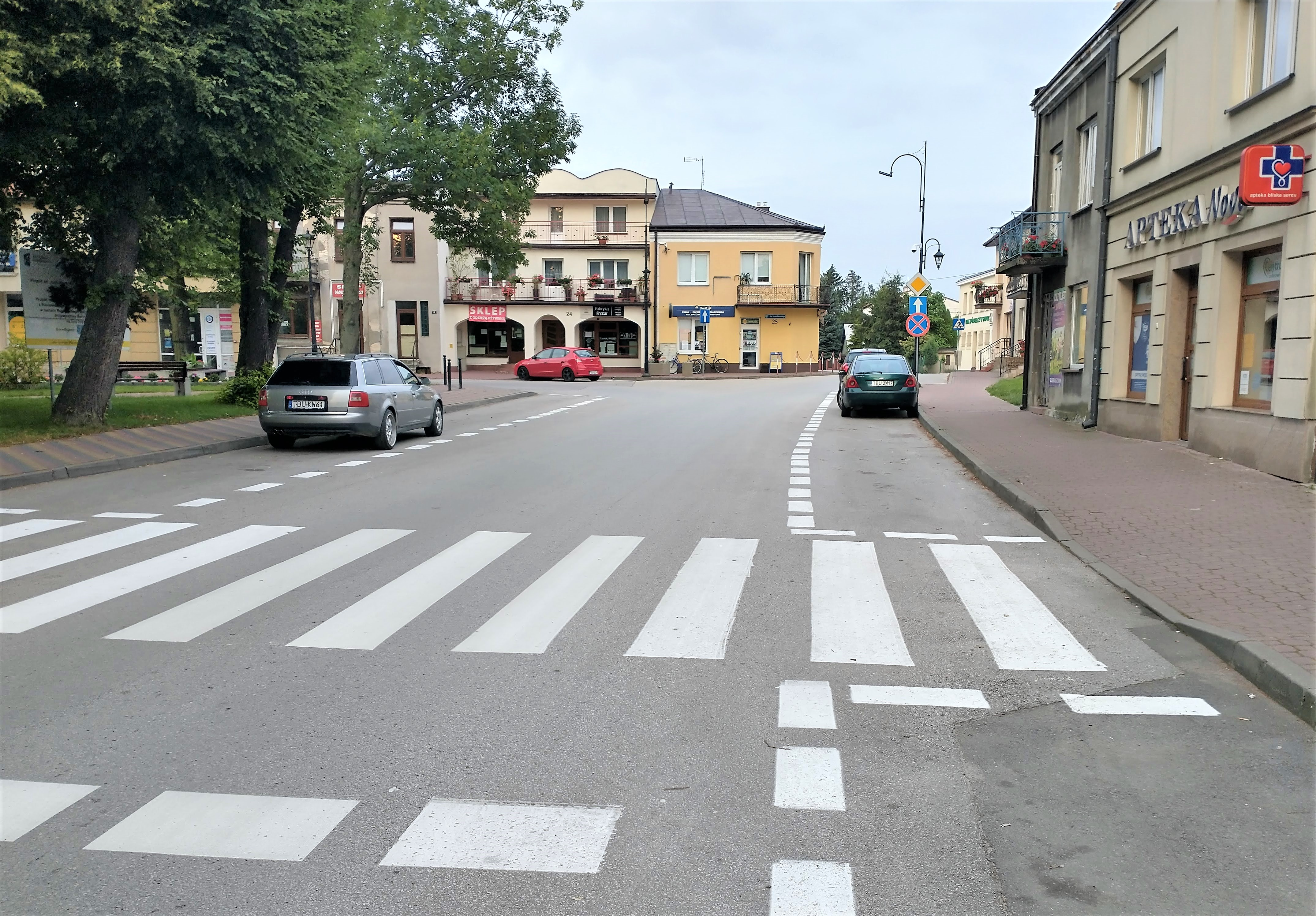
Vista da cidade

Nos anos da República Popular da Polônia, as novas autoridades voltaram à divisão administrativa anterior à guerra. Stopnica retornou à voivodia de Kielce e tornou-se formalmente a sede do condado de Stopnica, com sua sede em Busko. Na primavera de 1945, a população começou a retornar e iniciou-se o trabalho de reparo da cidade em ruínas. Em 1956, já havia 1 170 pessoas morando aqui, em 1952 o nome do condado foi finalmente mudado para Busko e, em 1960, a cidade era habitada por cerca de 1 800 pessoas. Um dos maiores problemas de Stopnica no pós-guerra eram as masmorras, que haviam sido criadas nos séculos passados. Devido às fortes chuvas, as passagens subterrâneas começaram a desmoronar, causando o desabamento de várias casas. A última vez que as masmorras se tornaram conhecidas foi em 1974, quando algumas calçadas e ruas desabaram. Outro problema era que 90% da população não possuía os direitos de propriedade dos terrenos emprestados onde estavam se instalando. Como resultado, as obras de construção de casas residenciais foram interrompidas. De 1975 a 1998, Stopnica estava localizada na voivodia de Kielce. Ela recuperou seus direitos municipais em 1 de janeiro de 2015.

## Minorias nacionais em Stopnica
A Stopnica de hoje é habitada apenas por poloneses, quase todos eles são católicos romanos.

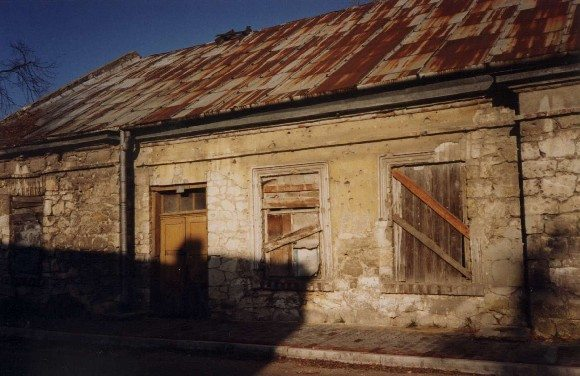
Marcas de bala da Segunda Guerra Mundial em uma das casas em Stopnica

Entretanto, nem sempre foi assim. Até o extermínio dos judeus no outono de 1942 pelos ocupantes nazistas, os judeus constituíam 2/3 da população da cidade. Eles tinham duas sinagogas — uma antiga e outra nova — localizadas entre a Praça do Mercado (atual Praça Marszałka J. Piłsudskiego) e a rua Bóżnicza (atual rua Północna). Ambas foram demolidas durante a destruição de Stopnica e, após a guerra, ninguém as reconstruiu, pois não havia ninguém para reconstruí-las e nem para quem.
Os primórdios da colônia judaica em Stopnica datam de 1540. Uma comunidade judaica existia aqui desde 1649.
No passado, a segunda minoria étnica religiosa, ao lado dos judeus que viviam em Stopnica, eram os russos ortodoxos. Eles eram representados apenas pelo aparato oficial da polícia militar, da divisão da Rússia czarista. Seus representantes vieram a Stopnica - assim como a outras cidades do Congresso da Polônia - após o outono da Revolta de Janeiro, no final da década de 1860. Tinham uma igreja ortodoxa (uma paróquia foi fundada em 1860) e uma igreja ortodoxa (uma igreja de origem judaica).
Depois que o exército russo se retirou da Polônia do Congresso diante do avanço do exército austro-húngaro no verão de 1915, seguido pela evacuação dos escritórios russos, a igreja deixou de funcionar por falta de fiéis. Ela foi formalmente abolida em 1918, durante os anos do período entre guerras na Polônia, e seu prédio abrigou uma escola pública. Destruída durante a Segunda Guerra Mundial, ela não foi reconstruída. Por várias décadas após a guerra, o local ficou vazio. Atualmente, abriga um pavilhão comercial “Fantazja”, de propriedade de Ferdynand Wójtowicz, construído na década de 1990. Atualmente, há duas famílias de origem ortodoxa vivendo em Stopnica, completamente polonizadas.

## Monumentos históricos

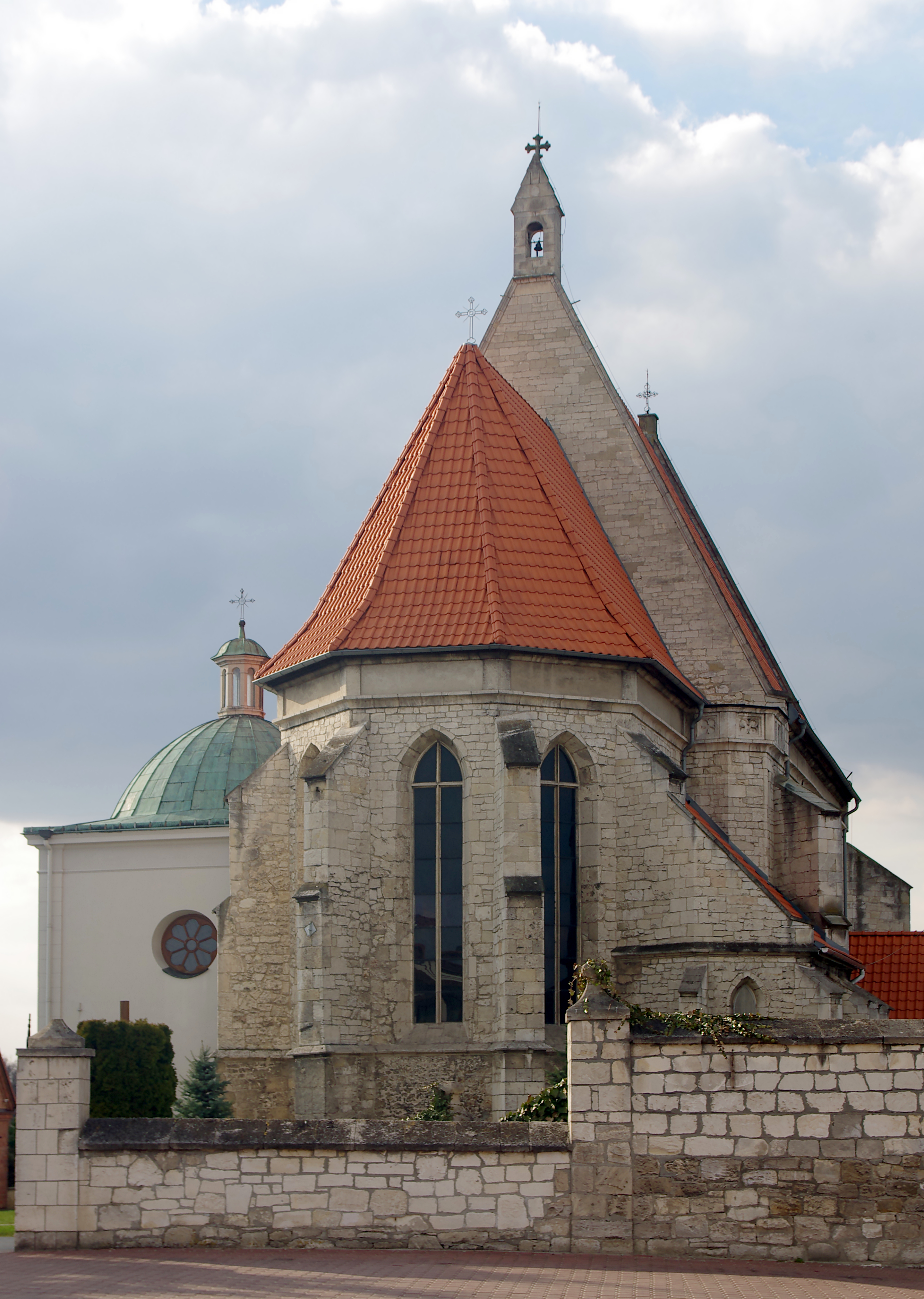
Igreja de São Pedro e São Paulo

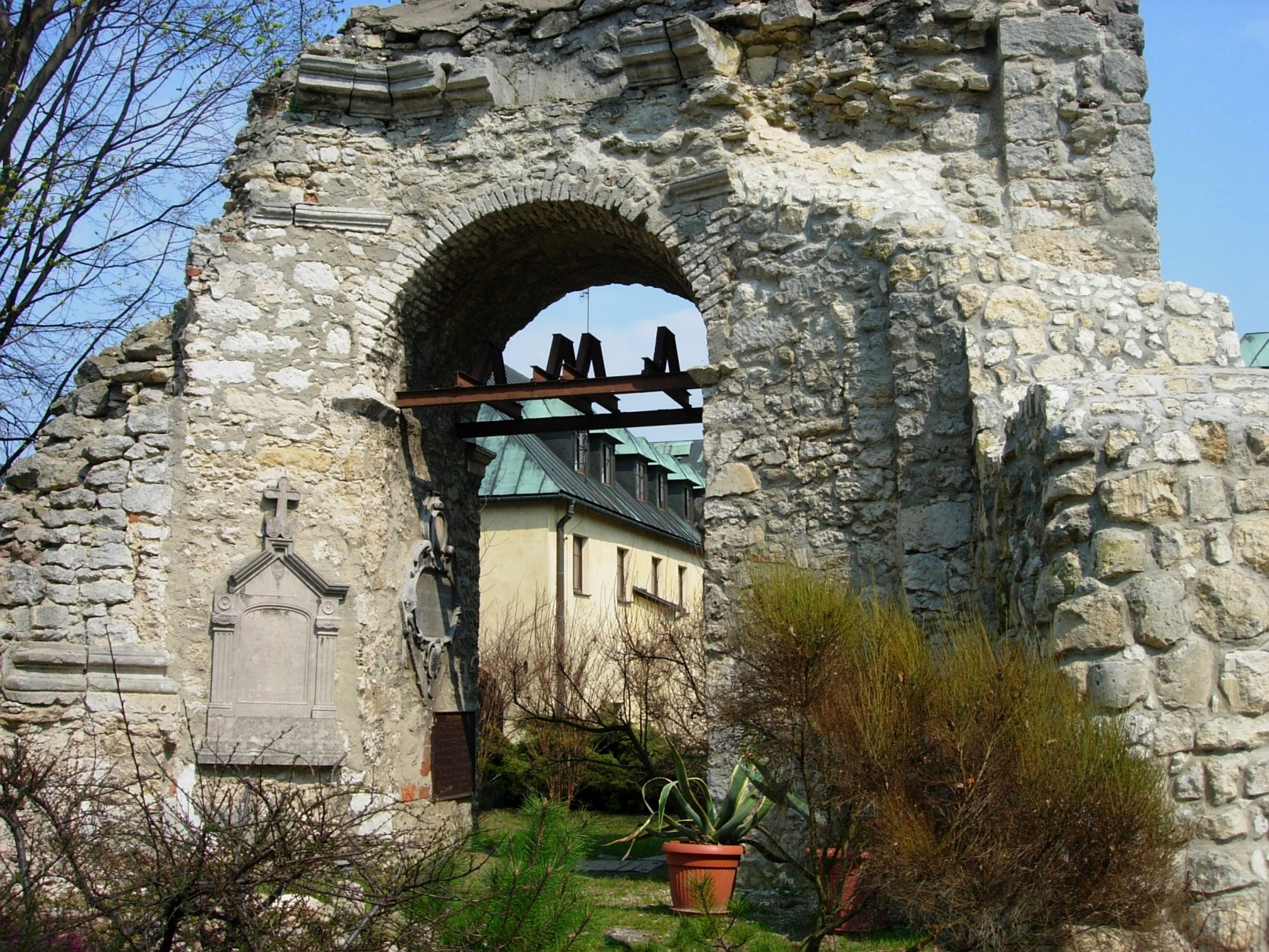
Ruínas da igreja destruída - Complexo do mosteiro de Stopnica

- Igreja paroquial gótica de São Pedro e São Paulo
- Complexo do mosteiro da Congregação dos Sacerdotes do Sagrado Coração de Jesus

### Complexo do castelo

#### Castelo real erigido por Casimiro, o Grande, em 1350
Construído por Casimiro, o Grande, no lugar da antiga fortaleza e estação de caça. Reconstruído em 1661 em estilo barroco, por iniciativa de Jan Klemens Branicki, starosta de Stobnicki e do marechal da Coroa. Mais uma vez reconstruída em 1783 por Eliasz de Granowo Wodzicki, o starosta de Stopnica e general da Pequena Polônia. Tornou-se então uma residência do palácio de dois andares. Após as Partições da Polônia e a criação do condado de Stopnicki em 1809, o castelo tornou-se a sede das autoridades regionais.
Nos anos de 1918 a 1933, Stopnica abrigou um ginásio regional. O castelo queimou durante um incêndio em 1859. Em seguida, foi reconstruído. Após a destruição na Segunda Guerra Mundial, o castelo permaneceu em ruínas por vários anos. Durante a reconstrução, as paredes do primeiro andar foram removidas, servindo como ponto de coleta para a Cooperativa Distrital de Horticultura e Apicultura de Busko-Zdrój. Há uma lagoa entre o castelo e o rio, usada nas décadas de 1960 e 1970 como local de lavagem de pepinos. Como resultado da reconstrução drástica, o castelo perdeu suas características de estilo. Apenas a escarpa gótica sobreviveu no canto nordeste do edifício. A frente estava virada para o noroeste. Havia um pórtico clássico com colunas e capitéis da ordem dórica, as janelas dispostas de forma assimétrica. Lá dentro, no eixo da varanda, havia um corredor, e os quartos tinham abóbadas de berço.
No dia 3 de março de 2009, na sede do Gabinete Municipal em Stopnica, foi assinado um contrato para as obras relacionadas com a tarefa intitulada "Reconstrução do Castelo Real em Stopnica com vista à criação de um Centro Cultural Municipal". O investimento será cofinanciado pelo Fundo Europeu de Desenvolvimento Regional no âmbito do Programa Operacional Regional da Voivodia da República da Eslováquia 2007-2013, Medida 5.2 "Melhorar a qualidade dos serviços públicos, apoiando instalações educacionais e culturais". O valor do contrato assinado é de 7.687.242,50 PLN, dos quais 53,2% das despesas elegíveis serão financiadas pelos fundos estruturais da União. O castelo reconstruído foi solenemente aberto em 29 de janeiro de 2011.

#### Casas das fazendas agrícolas
Estas são dois edifícios de pedra que não existem mais, localizados várias dezenas de metros ao sul do castelo.

#### Parque
O parque foi fundado em 1783 pelo starosta de Stopnica, Eliasz de Granów Wodzicki. Cobria uma área de 2 km². Estava localizado entre o castelo e as muralhas do jardim do mosteiro. Um portão de entrada com estátuas de pedra levava ao parque. Estátuas de pedra e gazebos ficavam no interior do parque. O parque se assemelhava a outros do período barroco e renascentista. Após a Primeira Guerra Mundial, o administrador da fazenda estadual 'Podzamcze' cortou as árvores do parque e destruiu suas esculturas. A única coisa que restou do parque foi a chamada "Grabina", constituído por árvores de madeira dura. E ela foi vítima dos camponeses Podstopnicki após a Segunda Guerra Mundial. Não há vestígios do parque hoje. Em sua área, há o estádio esportivo "Piast" das Equipes de Esportes Populares e um prédio escolar que abriga uma escola primária, uma escola secundária e um grupo de escolas secundárias.

#### Moinho de água
Está localizado no rio Stopniczanka. Construído em 1827 no lugar do anterior. Pertencia ao complexo do castelo e foi usado pela primeira vez pelo starosta de Stopnica, e durante as Partições da Polônia por usuários czaristas de propriedades doadas. Na Polônia renascida, ele pertencia à fazenda estatal "Podzamcze". Em 1932, Adam Chmielarski, de Suchowola, comprou a fazenda. O moinho permanece nas mãos da família Chmielarski.

### Cemitérios

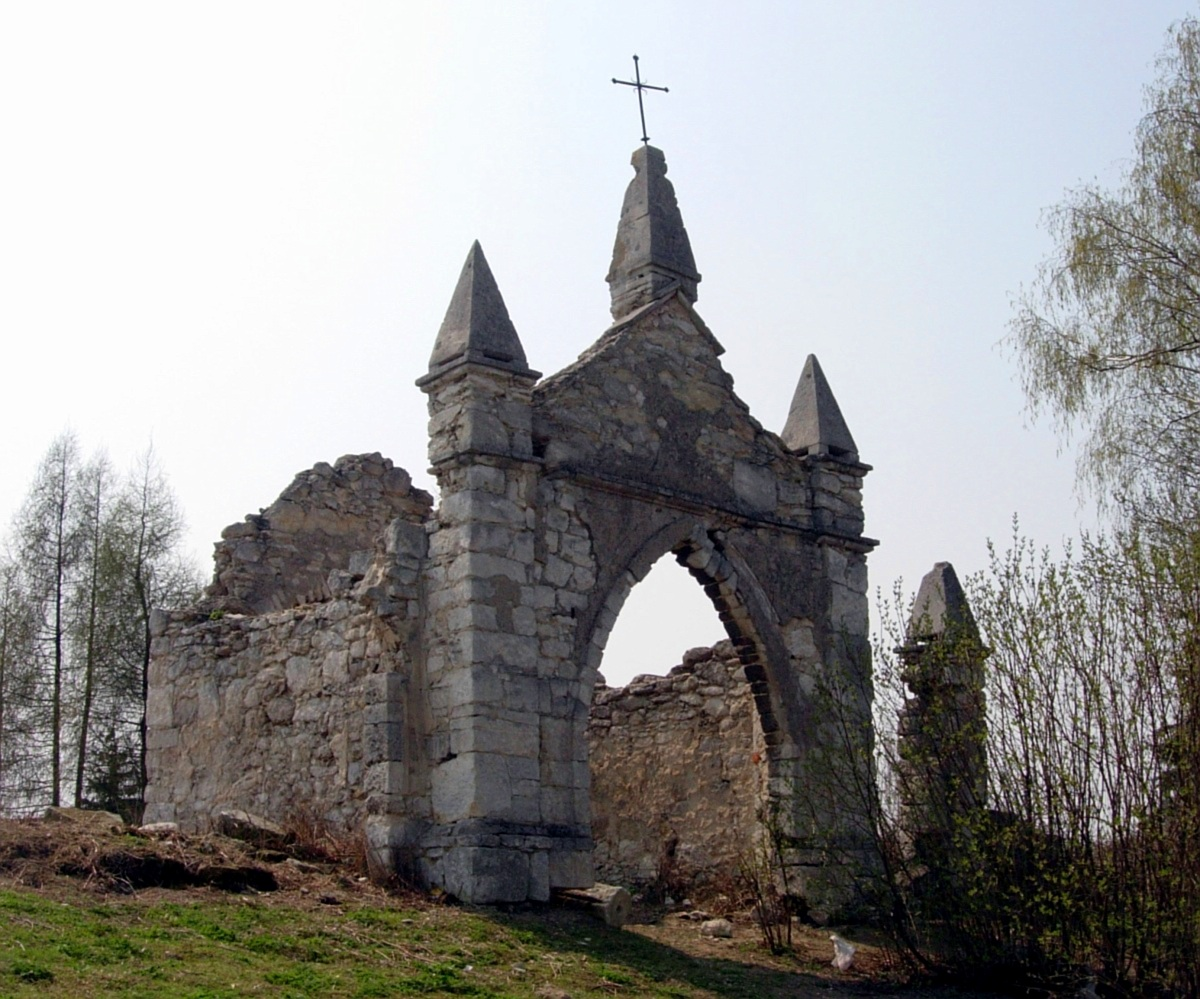
Cemitério antigo

#### Cemitério antigo
Localizado em uma colina acima da estação de ônibus PKS, entre ela e a estrada Kielce-Tarnów.
Fundada em 1786 por iniciativa do padre Józef Olechowski, sacerdote de Stopnica e bispo que administrava a diocese de Cracóvia. Um dos cemitérios mais antigos da Polônia estabelecido fora de igreja. Era o cemitério da paróquia de Stopnica até 1880, quando um novo cemitério foi criado devido à superlotação do local. Desde então, os enterros cessaram e a necrópole se deteriorou gradualmente ao longo do tempo, principalmente como resultado da Segunda Guerra Mundial. O resto do cemitério foi concluído em 1984 por iniciativa do padre Monsenhor Stanisław Urbański. Arbustos e galhos que cresciam no cemitério foram derrubados e todas as lápides foram destruídas com equipamentos pesados.
Atualmente, na parte superior, existe uma cruz de consagração  com a data "1786". Perto das ruínas do necrotério neogótico e do portão do cemitério neo-renascentista, e das paredes subterrâneas da casa de serviço da sacristia da igreja de São Pedro e São Paulo. Ao lado dos túmulos de Antoni Głuchowski (falecido em 1858) e Jakub Nawrocki (falecido em 1868), a partir do qual a estátua do apóstolo Santiago Maior, e a lápide de ferro fundido de Franciszek Puchacki (falecida em 1846), saiu da sepultura em frente à capela do cemitério em 1984. No meio do cemitério, perto de seu extremo oeste, uma igreja neogótica do cemitério foi erguida em 1870, desde a fundação de Jan Żelazowski, farmacêutico de Stopnicki, como mausoléu para os membros de sua família. Arruinado como resultado de vandalismos e do tempo, foi reformado em 1970 pelo padre Kazimierz Biernacki, então sacerdote e reitor de Stopnicki.
Ao lado da igreja, uma cruz de ferro fundido em um pedestal de pedra marcando o túmulo de Michalina Pascal.
Uma cruz missionária de madeira de 1966 foi erguida na parte oriental do cemitério no outono de 1999. Até então, ela estava no cemitério da igreja ao lado da igreja paroquial de São Pedro e São Paulo comemorando as santas missas por ocasião do milésimo aniversário de batismo da Polônia. No outono de 1999, foram realizadas missas neste templo para preparar o Jubileu do 2000.º aniversário da Natividade de Cristo. Em seguida, uma nova cruz foi erguida e a anterior foi transferida para o Antigo Cemitério. Graças aos esforços e ao trabalho social dos membros da Sociedade dos Amigos de Stopnica, bem como das autoridades da comuna, o cemitério foi restaurado.

#### Cemitério novo

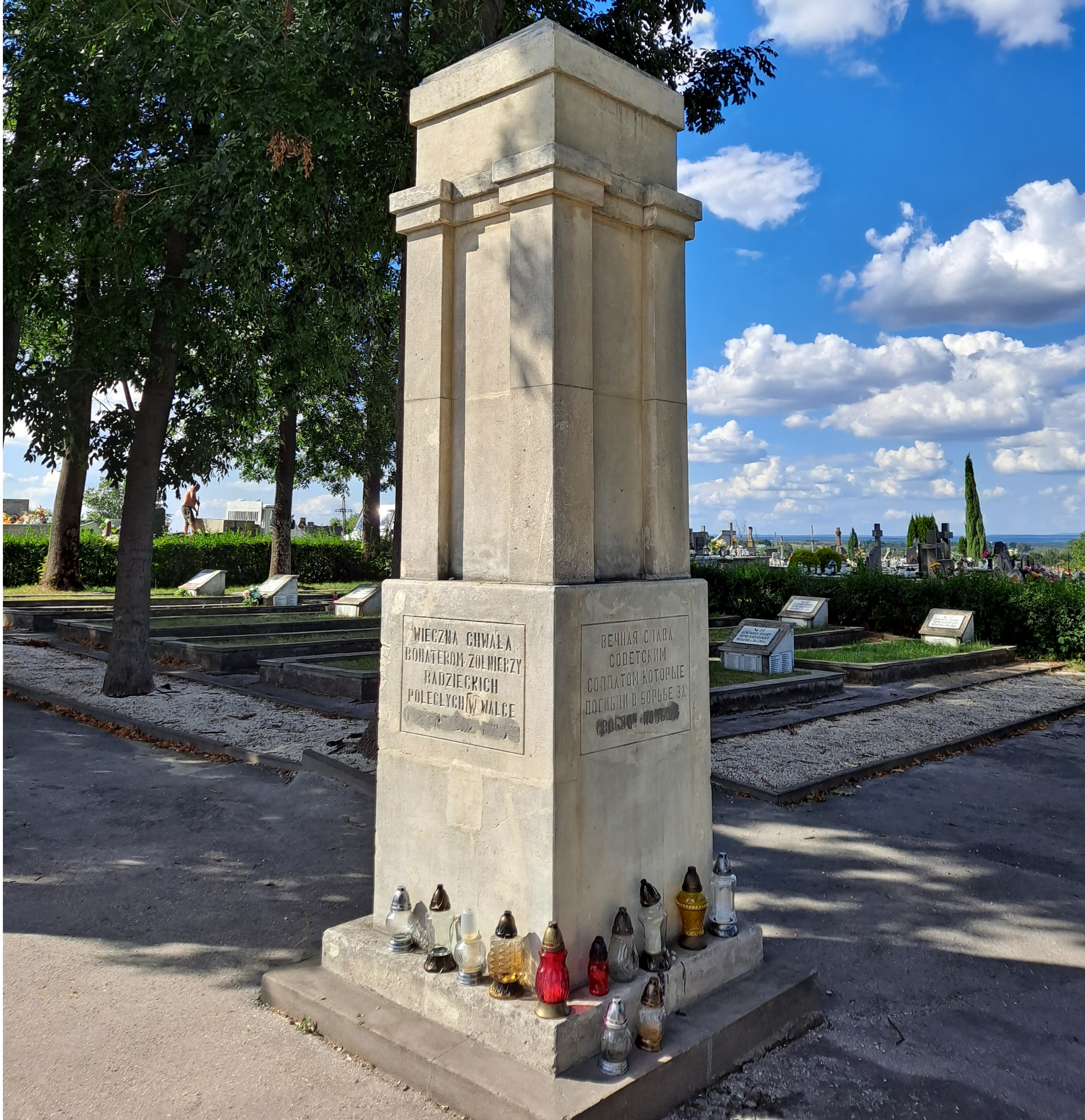
Obelisco

Localizado em uma colina ao sul da cidade, acessível a partir da rua Cmentarną e da estrada de saída para Solec-Zdrój. Atualmente, o único cemitério de ambas as paróquias de Stopnicki. Foi criado em 1880, quando os locais do Antigo Cemitério já se encontravam superlotados. Algumas antigas lápides sobreviveram, entre outras, a do farmacêutico Majewski com a estátua de Imaculada Virgem Maria, Józef (falecido em 1918) e Agnieszka née Godowski (falecida em 1910), Leszczyński com uma escultura de Cristo com uma cruz do escultor Aleksander Łabędzki de Piotrkowice, doutor Hasman - médico do condado de Stopnica, da família Patków, Feliks Stelmaszyński (falecido em 4 de agosto de 1944), professor em Stopnica e Busko-Zdrój. Existem várias dezenas de sepulturas com monumentos - figuras esculpidas em calcário de Pińczów. No entanto, as lápides feitas de marmorite predominam.

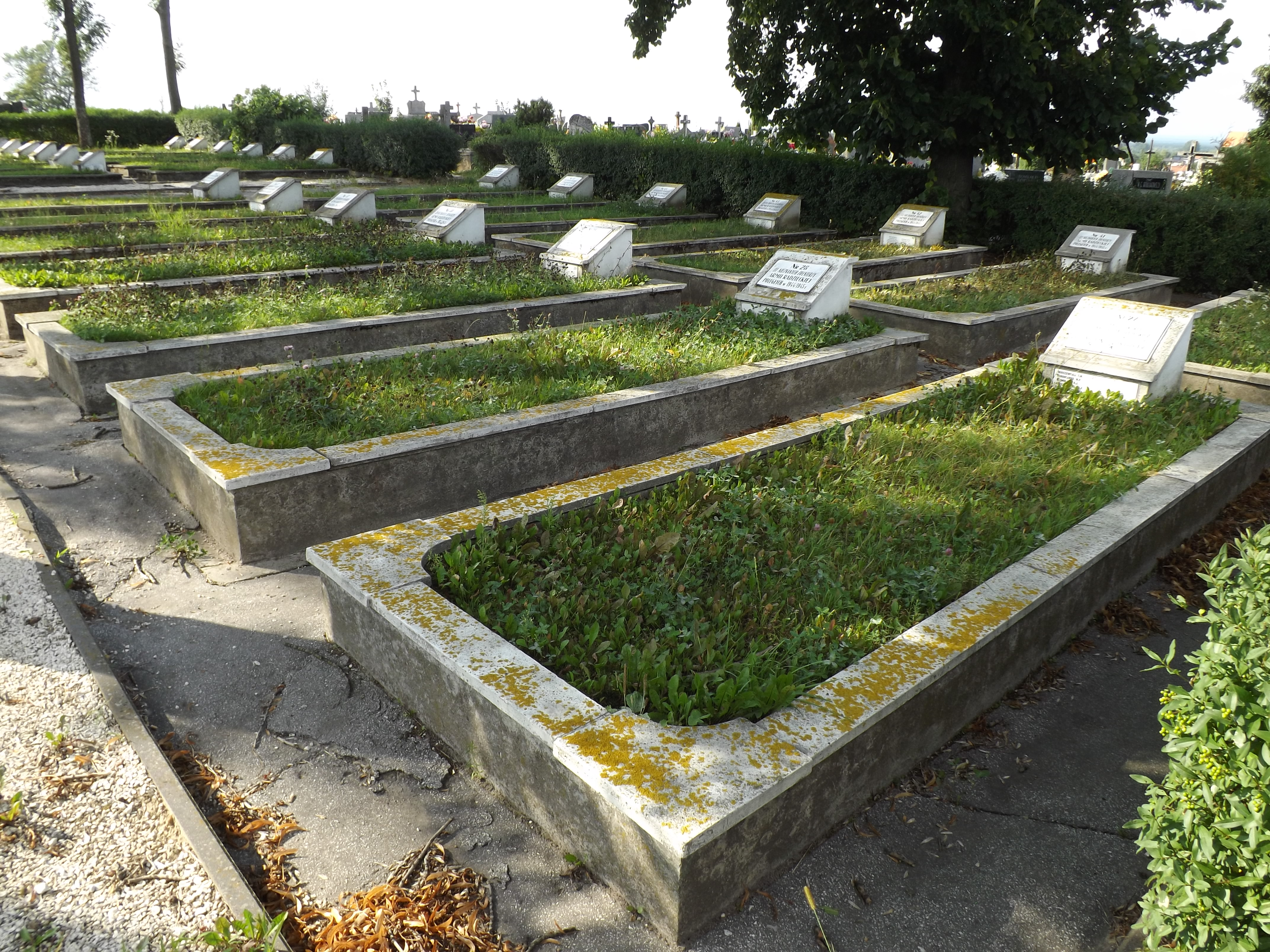
Cemitério em Stopnica. Sepulturas de soldados do exército soviético que morreram nos combates na ponte de Baranow-Sandomierz em 1944-1945

Existem 2 valas comuns no cemitério. Uma delas é dedicada a 38 soldados do Exército "Cracóvia" que morreram perto de Stopnica em 9 e 10 de setembro de 1939 e a membros da família Woźniak que morreram durante as lutas nas frentes de batalha.
Na parte oriental do cemitério, há uma área delimitada por arbustos, que é uma necrópole de guerra de soldados soviéticos mortos de agosto de 1944 a janeiro de 1945 durante as batalhas na época perto de Stopnica. 1892 Soldados soviéticos (163 nomes conhecidos) que morreram nos combates perto de Stopnica e em suas proximidades descansam neste cemitério. O cemitério tem uma forma retangular, com duas trilhas de travessia. No centro, encontra-se um obelisco de arenito que termina com uma estrela vermelha de cinco pontas e uma inscrição em polonês e russo. Na parte central do cemitério, entre o antigo cemitério ortodoxo e a necrópole de soldados soviéticos, fica a Cruz de Katyn. Trata-se de uma cruz de 5 metros de altura em aço inoxidável, colocada sobre um altar de pedras, onde as missas acontecem no Dia de Ação de Graças (1.º domingo de junho) e no Dia de Todos os Santos (1 de novembro). Ao pé do altar, duas urnas contendo terra de Katyn e Oświęcim.

#### Cemitérios judeus
- Antigo cemitério judeu em Stopnica
- Novo cemitério judeu em Stopnica

### Monumento ao marechal Józef Piłsudski

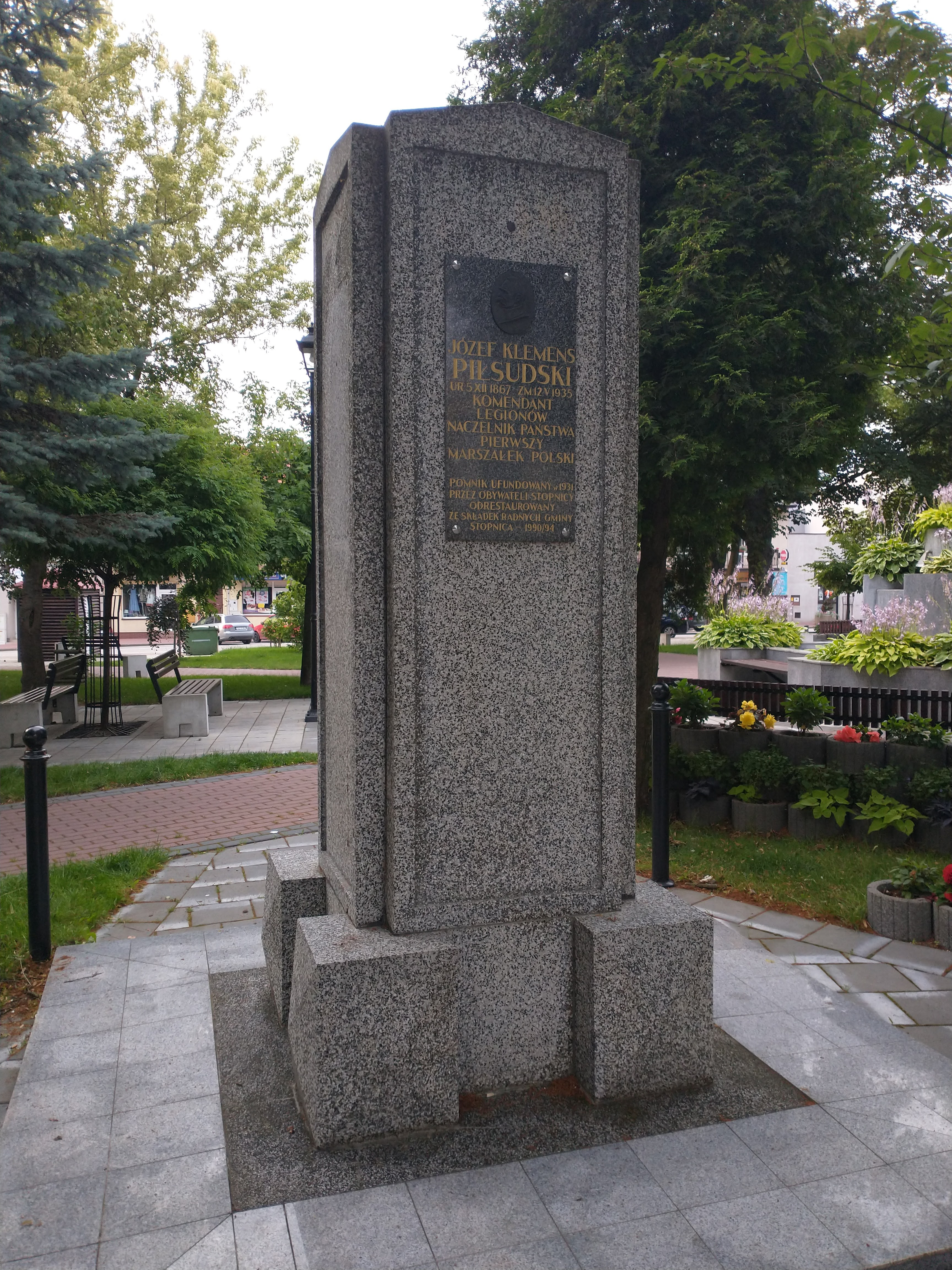
Monumento ao marechal Józef Piłsudski

O Monumento ao marechal Józef Piłsudski está localizado na praça de mesmo nome. Em 1986, por iniciativa do círculo local do Partido Democrata, uma placa de pedra foi colocada no monumento. Esse estado de coisas continuou até 1995, quando, com os fundos do município de Stopnica, o monumento foi completamente reformado e equipado com uma nova placa de granito com um medalhão representando J. Piłsudski e uma inscrição informando sobre o local de nascimento do marechal e a história do monumento. A inauguração cerimonial do monumento ocorreu no domingo, 21 de maio de 1995. A dedicação foi feita pelo Mieczysław Jaworski, bispo auxiliar da diocese de Kielce.

### Pequenos objetos de arquitetura religiosa

#### Capelas

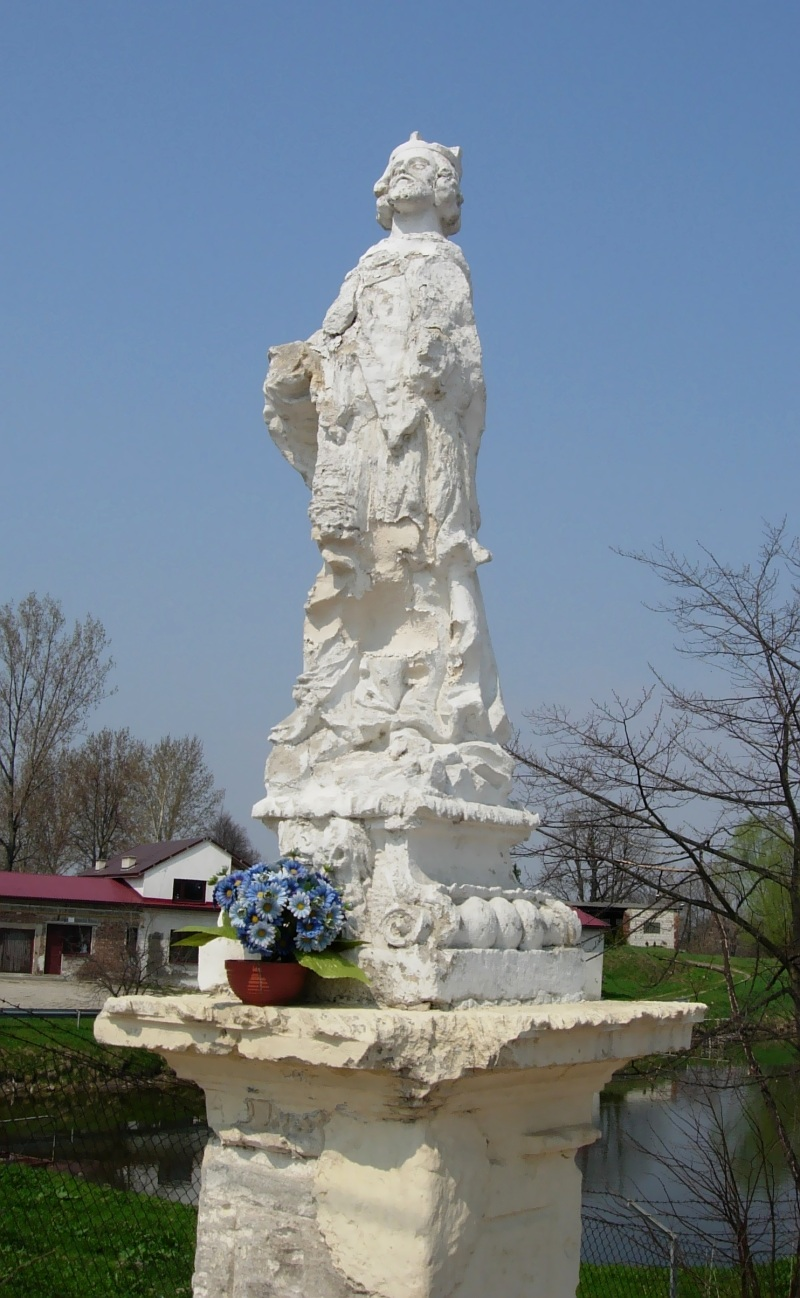
Estátua de São João Nepomuceno em Stopnica

Existem três capelas na comuna. A mais antiga delas fica na rua Polna, fora dos prédios da cidade. Tem um telhado de duas águas coberto com telhas vermelhas. O frontão da fachada e as paredes têm uma forma escalonada, a entrada frontal tem um acabamento semicircular.
A capela foi erguida em 1794 como uma expressão do culto da Mãe de Deus fortemente manifestado em Stopnica, especialmente durante a Quaresma.
As outras duas capelas podem ser vistas no subúrbio de Wolica. Elas são semelhantes entre si e carregam as características do neogótico. Elas têm um telhado de duas águas e portais de entrada ogival. A primeira delas fica perto da floresta Wolicki. Foi erguida em 1895. Foi renovada em 1911, como evidenciado por uma placa colocada na fachada.
Uma segunda capela, semelhante à descrita acima, está localizada no ponto central de Wolica. Foi construída em 1906. Há duas imagens de madeira nesta capela: Santa Ana e a Virgem e a Imaculada Conceição.

#### Imagens na estrada
Além das três capelas em Stopnica, há um grande número de estátuas de pedra na estrada. A mais antiga das imagens é dedicada a São João Nepomuceno e fica perto do moinho no rio Stopniczanka, que originalmente pertencia ao complexo do castelo, e atualmente a Jacek Chmielarski. A estátua foi erguida em 1730 por ordem de Wawrzyniec Lanckoroński, como evidenciado pelo brasão de Zadora localizado na parte superior do pedestal.
A segunda estátua é dedicada também a São João Nepomuceno e está localizado em Błonie, na estrada que leva a Oleśnica. A terceira imagem é de São João Nepomuceno e pode ser vista no jardim em frente à casa n.º 20, na rua Dr. W. Piotrowski. Provavelmente foi erguida na virada dos séculos XVIII e XIX.
No subúrbio de Wolica, ergue-se uma estátua de pedra de Santo Adalberto de Praga de 1746, em um banco alto ao longo da estrada da casa de Stanisław Urban. Na estrada Kielce-Tarnów, após o cruzamento com a estrada em direção a Staszów, fica uma imagem de pedra de São Floriano de Lauríaco. A estátua do santo está sobre uma coluna encimada por um capitel da ordem coríntia.
Em Stopnica, existem duas imagens de pedra dedicadas a Imaculada Conceição. A primeira delas está localizada em uma estrada de terra que leva dos edifícios dos arredores de Folwarka à estrada Stopnica-Kołaczkowice. A época de sua criação é provavelmente a virada dos séculos XVIII e XIX. Outra figura dedicada a Imaculada Conceição está na rua Źródła. Segundo a tradição, ela foi originalmente planejada para ser colocada na nascente do rio Stopniczanka, no sopé do maciço, mas durante um incêndio em 1859, ele voltou para a cidade.
Ainda existem edifícios em Stopnica com marcas de balas da Segunda Guerra Mundial.

## Esportes

### Esporte Clube
Em Stopnica, há o Clube de Esporte Popular, Piast Stopnica, reativado em 1998. O brasão do clube é uma chave de ouro colocada em listras transversais vermelhas, brancas e pretas ao fundo. O clube na temporada 2015/2016 jogou em classe de competição distrital e permaneceu nela para a próxima temporada. A instalação onde os jogos são disputados é o estádio do clube, reformado em 2011, localizado no complexo esportivo e recreativo da rua Kazimierza Wielkiego 26.